# نیکولاس متروپلیس
نیکولاس متروپلیس (Νικόλαος Μητρόπουλος؛ زاده ۱۱ ژوئن ۱۹۱۵ درگذشته ۱۷ اکتبر ۱۹۹۹) یک دانشمند اهل ایالات متحده آمریکا بود.